# Rejony Administrowane Centralnie
Rejony Administrowane Centralnie – jedna z czterech jednostek administracyjnych Tadżykistanu. Leży w środkowej części kraju, a jego stolica to Duszanbe. Jej powierzchnia wynosi 28 500 km², a populacja w 2010 roku wyniosła 1 722 908 osób. Graniczy z Uzbekistanem na zachodzie i Kirgistanem na północnym wschodzie. Granice z innymi wilajetami przebiegają następująco: z sogdyjskim na północy, chatlońskim na południu i Górskim Badachszanem na wschodzie. Do najważniejszych miast należą: Duszanbe (stolica Tadżykistanu) i  Wachdat. Dzieli się na następujące dystrykty:
- Dżirgatol
- Fajzobod
- Hisor
- Nurobod
- Raszt
- Rogun
- Rudaki
- Szahrinaw
- Tawildara
- Tojikobod
- Tursunzoda
- Wahdat
- Warzob